# Guadalcanal
Guadalcanal a Salamon-szigetek egyik fő szigete a Csendes-óceán délnyugati részén. A Salamon-szigeteket alkotó több mint 1000 sziget között ez az egyik legnagyobb. Székhelye, Honiara egyben az ország fővárosa is.

## Neve
Eredetileg Isatabunak hívták az őslakók nyelvén. Az 1568-as spanyol felfedező expedíció egyik tagja nevezte el, aki egy azonos nevű, Sevilla melletti faluban született.

## Földrajza

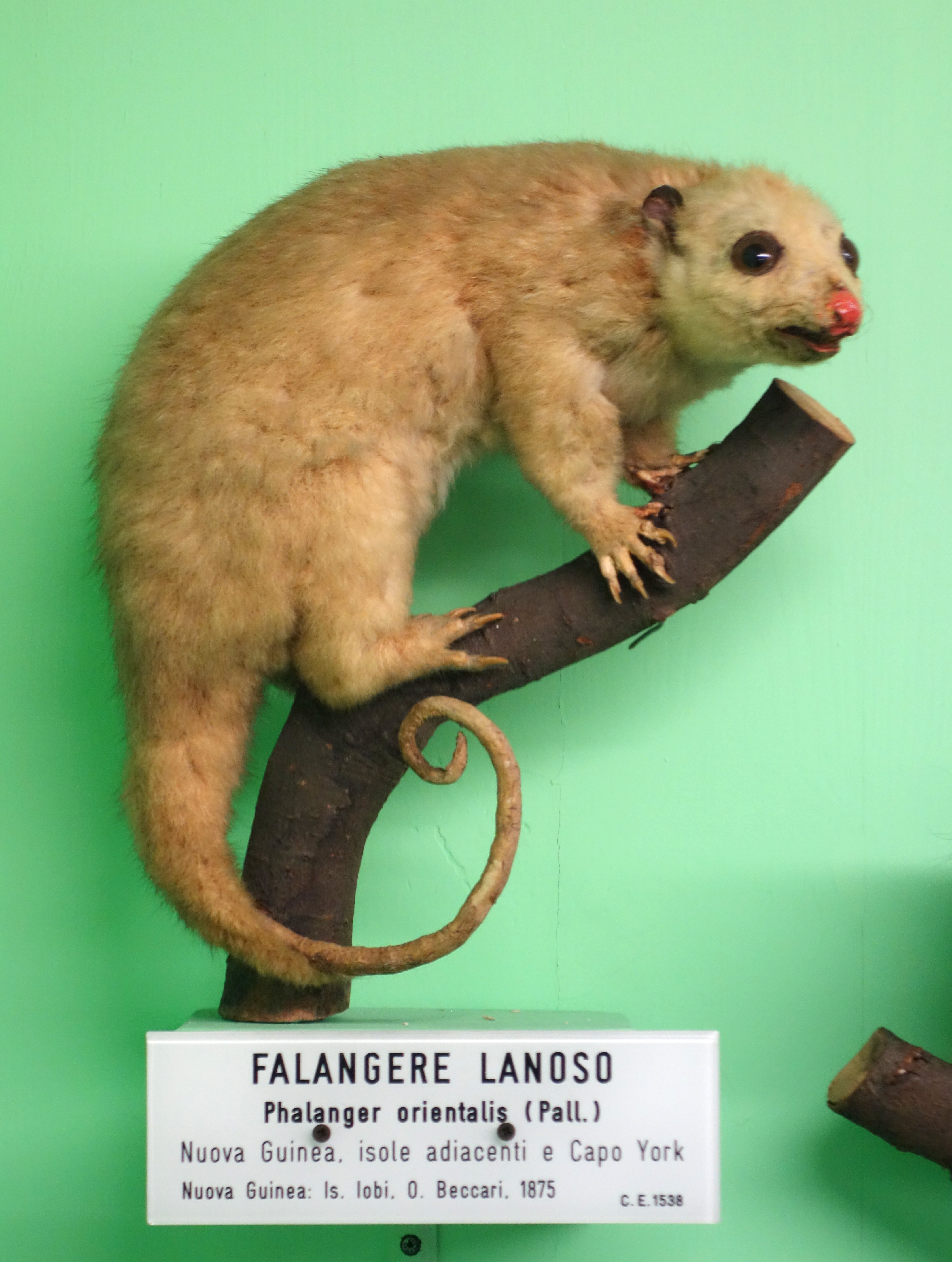
Szürke kuszkusz

A Csendes-óceánban, az Egyenlítőtől délre fekvő sziget területe 5302 km². Legmagasabb pontja a Popomanaseu-hegy (2332 m).
Az éghajlat trópusi, a sziget nagy részét esőerdők borítják.
Egy szürke kuszkusz nevű erszényes emlős él itt, más emlősök a nagyszámú denevér és patkány. Kis számú krokodil található a parti részeken. Itt él a guadalcanali mézevő madár.

## Története

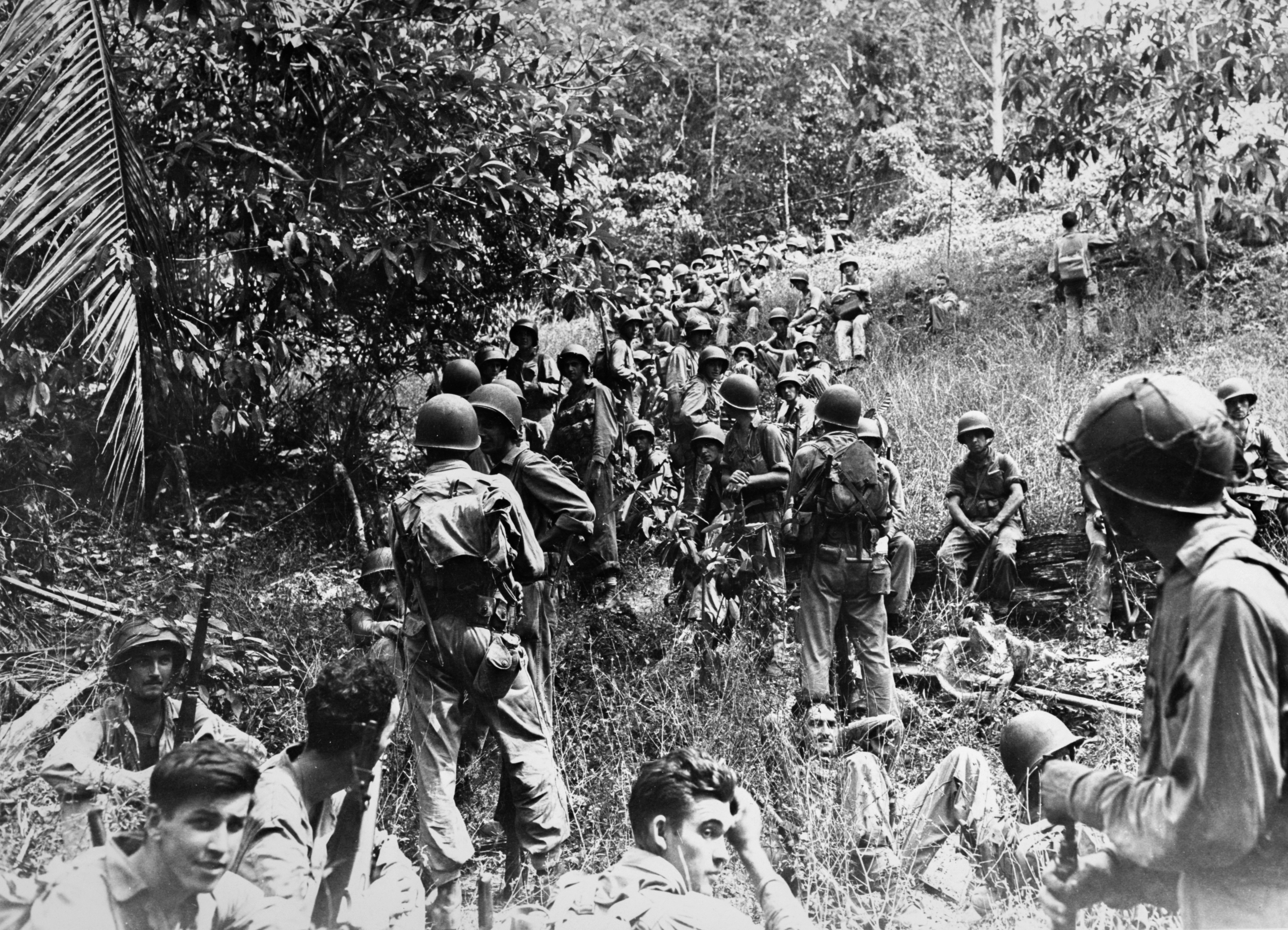
Amerikai tengerészgyalogosok a szigeten 1942-ben

Az európaiak 1568-ban fedezték fel, amikor egy spanyol expedíció Salamon király feltételezett kincsét kereste a Föld ezen részén. (Innen ered a „Salamon-szigetek” elnevezés).
A második világháború során az 1942–1943-as években súlyos harcok színtere volt a sziget, ahol a szövetségesek legyőzték a japán megszállókat. Ez fordulópontot jelentett a csendes-óceáni hadszíntéren: ezt a vereséget követően a Japán Birodalom véglegesen védekező pozícióba kényszerült egészen a háború elvesztéséig.
A háború után Honiara lett a sziget fővárosa. A sziget brit protektorátus volt 1978-ig, amikor függetlenné vált. A sziget mint a Salamon-szigetek egyik legnagyobb szigete a Brit Nemzetközösség tagja.
A hivatalos nyelv az angol, de ezt a lakosság csupán 1-2%-a beszéli. A Salamon-szigeteken 74-féle helyi nyelvet beszélnek.
1998 és 2003 között a salamon-szigeteki polgárháború legfőbb helyszíne volt a sziget.

## Népesség
Lakossága 1999-ben 109 000 fő volt. A főváros, Honiara népessége 85 000 körüli. A lakosság többsége melanéz (93%).